# La terra delle storie - L'incantesimo del desiderio

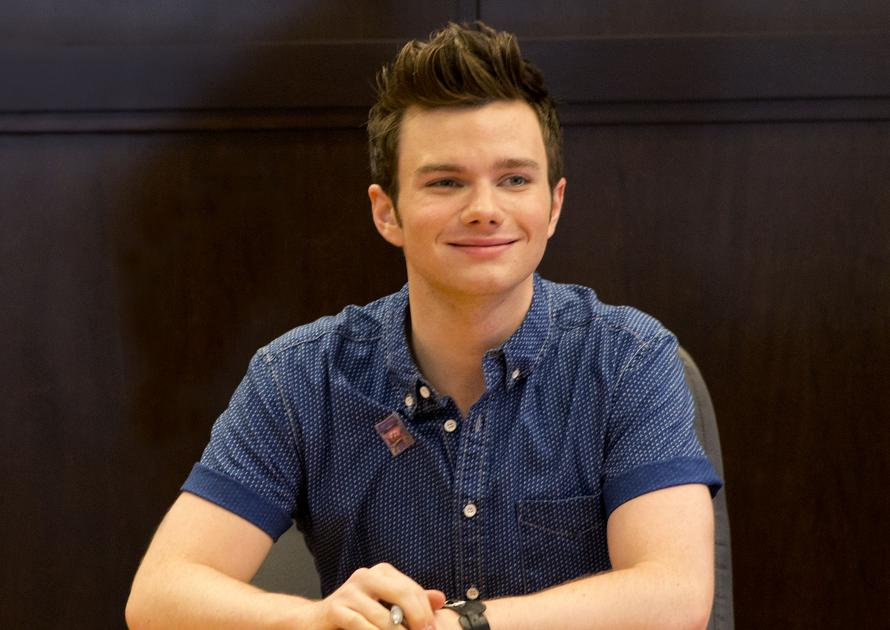
Chris Colfer

La terra delle storie - L'incantesimo del desiderio è un romanzo fantasy per ragazzi del 2012 scritto da Chris Colfer.

## Trama
Alex e Conner Bailey sono due fratelli gemelli del nostro mondo, con i capelli color biondo rossicci e visi rotondi coperti di lentiggini.
Nonostante siano nati lo stesso giorno e si assomiglino molto fisicamente, il loro carattere è completamente opposto: Alex è molto intelligente ed educata e ha una grande passione per la lettura, mentre Conner è un totale svogliato e anche un inguaribile chiacchierone.
Purtroppo, la loro vita non è più la stessa da quasi un anno: il loro papà ha perso tragicamente la vita in un incidente d'auto, la loro mamma lavora ininterrottamente per riuscire a tirare avanti e anche a scuola ci sono soltanto problemi e delusioni.
Il giorno del loro 12º compleanno però sembra tornare finalmente un po' di allegria e di serenità: la loro amata nonna, che non vedevano più da molti mesi, si presenta inaspettatamente a casa loro piena di leccornie e di regali, tra i quali il suo vecchio e adorato libro di fiabe che si divertiva a leggere ai gemelli quando erano molto piccoli.
La serata si conclude meravigliosamente e, nei giorni che seguono, una strana magia inizia a diffondersi nell'aria: sembra che il vecchio libro di fiabe della nonna stia diventando sempre più luminoso e rumoroso man mano che il tempo passa.
Alla fine Alex vi scopre all'interno una specie di portale e, proprio come una curiosa Alice che cade nella tana del Bianconiglio, anche lei vi finisce dentro per sbaglio, seguita a ruota da un terrorizzato Conner.
Precipitati nel bel mezzo di una fitta foresta, fanno subito la conoscenza di un abitante del luogo: una grossa rana umanoide elegantemente vestita e con uno spiccato intelletto, che Conner (dopo lo spavento iniziale) battezza comicamente "Ranocchietto".
Dopo aver scortato i gemelli nella sua accogliente tana ed avergli offerto una buona tazza di tè alla ninfea, Ranocchietto spiega loro che si trovano nientemeno che nelle Foreste dei Nani, uno dei luoghi più oscuri e pericolosi di tutta la Terra delle Storie.
In seguito, i due ragazzini scoprono anche che l'unico modo per poter tornare a casa è realizzare il leggendario "Incantesimo del Desiderio", recuperando 8 determinati oggetti sparsi qua e là per i regni e mettendoli insieme affinché la Magia si manifesti.
Armati di una mappa della Terra delle Storie e di un misterioso diario recuperato da Ranocchietto (scritto da un abitante del Regno Azzurro che aveva già sperimentato l'Incantesimo del Desiderio), Alex e Conner si rimettono in cammino l'indomani stesso.
Dopo essere sfuggiti per un soffio alla strega di Hänsel e Gretel e alla "Banda del Grosso Lupo Cattivo", fanno anche la conoscenza di Riccioli d'oro, divenuta una giovane fuorilegge e spadaccina in costante fuga dalle autorità dei vari regni.
Al tramonto, trovano riparo all'interno della Torre di Raperonzolo, dove iniziano finalmente a sfogliare il diario e dove riescono a mettere le mani sul primo degli 8 oggetti necessari: una ciocca di capelli dorati appartenuti alla stessa Raperonzolo.
Nel frattempo, la Regina Malvagia (fuggita dalle segrete del castello di Biancaneve) si rifugia a sua volta in un castello diroccato e ordina al Cacciatore che in passato l'ha servita e delusa di presentarsi nuovamente al suo cospetto.
L'uomo, al suo arrivo, porta con sé lo Specchio Magico appartenuto alla Regina e al suo fianco compare anche sua figlia: una giovane donna vestita di arbusti e con dei lunghi capelli violacei.
Poiché suo padre ormai è vecchio e stanco, la giovane Cacciatrice (muta dalla nascita) accetta di prendere il suo posto al servizio della Regina Malvagia, la quale le ordina immediatamente di cercare gli 8 oggetti per l'Incantesimo del Desiderio.
Alex e Conner riprendono il loro viaggio e, dopo aver battuto con l'astuzia un "Troll dei ponti" ed essere finalmente giunti nel Regno Azzurro, tentano di imbucarsi ad un ballo tenuto nel castello per recuperare il secondo oggetto: una delle scarpette di cristallo appartenute alla Regina Cenerentola.
All'ultimo momento vengono scoperti da Sir Lampton, il capitano della guardia reale, che tuttavia si dimostra molto gentile nei loro confronti e si offre di accompagnarli in giro per il castello mostrando loro molte cose interessanti.
Scoprono, ad esempio, che il "Principe Azzurro" delle fiabe non è sempre la stessa persona: in realtà, in tutto il regno, vi sono 4 Principi fratelli.
Il maggiore degli Azzurro ha sposato Cenerentola, mentre il secondogenito ha risvegliato la Bella Addormentata e il terzo si è sposato con Biancaneve.
Il quarto Principe (il più giovane) sembra invece scomparso nel nulla e non si hanno più sue notizie da parecchio tempo.
Arrivati nella "stanza dei tesori", i gemelli fanno anche la conoscenza della Regina Cenerentola, scoprendola addirittura... in dolce attesa!
Alex e Conner non se la sentono più di derubare una persona che si è rivelata tanto gentile nei loro confronti, ma dopo aver lasciato il castello ed essersi rimessi in cammino, scoprono con stupore che una delle scarpette della regina è finita dentro la borsa di Alex!!
La tappa successiva dei due ragazzini è il Regno di Cappuccetto Rosso, che sorge proprio al centro della Terra delle Storie ed è circondato da un altro muro per tenere lontani i lupi.
Arrivati al castello (più piccolo e meno elegante rispetto a quello di Cenerentola), fanno la conoscenza sia della Regina Cappuccetto Rosso (una biondina sciocca e vanitosa che pensa solo a soddisfare i propri desideri) che dell'avventuroso Jack, proprietario della leggendaria pianta di fagioli e divenuto ormai un giovane uomo.
Cappuccetto Rosso sembra avere fin da sempre una cotta mostruosa per Jack e, ogni volta che lui le fa visita, attende con trepidazione che le chieda di sposarlo.
Ma Jack, a quanto pare, non sembra interessato a diventare re e l'amore della giovane regina nei suoi confronti NON È ricambiato.
Dopo un primo tentativo fallito, i gemelli aspettano che cali la notte, si intrufolano di nuovo dentro il castello e si rimettono a cercare il terzo degli 8 oggetti: un pezzo di corteccia dello storico cestino col quale Cappuccetto Rosso portò del cibo alla sua nonnina malata.
Improvvisamente, la Cacciatrice si intrufola a sua volta nel castello, si impadronisce di un pezzo del cestino e, dopo essersi accorta della presenza dei gemelli, appicca il fuoco prima di andarsene.
Recuperato a loro volta un pezzo di corteccia dal cestino, Alex e Conner si salvano per puro miracolo e, dopo aver raggiunto le porte del regno, scoprono Jack mentre si bacia con Riccioli d'Oro.
Caduti accidentalmente in una trappola nel folto della foresta, i gemelli vengono fatti prigionieri dai Troll e dai Goblin, che li trascinano nel loro regno sotterraneo e li sbattono in cella assieme a molti altri schiavi.
Ma grazie all'inaspettato intervento di Trollbella (la dolce e "ripugnante" figlia del Re dei Troll), i due ragazzini e tutti gli altri prigionieri ritrovano la libertà, fuggendo attraverso le varie gallerie e recuperando perfino la corona di pietra dei due sovrani (quarto oggetto necessario per l'Incantesimo del Desiderio).
In seguito, i gemelli raggiungono il grande e meraviglioso Regno delle Fate.
Questo regno, traboccante di Magia e di Natura, è governato dal "Consiglio delle Fate", composto da Mamma Oca, dalla Fata Madrina di Cenerentola e dalle 7 Fate buone che avevano protetto la Bella Addormentata (sua maestà Smeraldina, Rossana, Arancina, Zafferano, Celestina, Violetta e la piccola Corallina).
Durante la loro permanenza, Alex e Conner recuperano il quinto oggetto della lista (la lacrima di una fata) e aiutano anche una fatina di nome Trix (processata per abuso dei suoi poteri) a non venire esiliata per mano del Consiglio stesso.
Nel frattempo, la Regina Malvagia si reca nel covo della Banda del Grosso Lupo Cattivo e, in cambio di un piccolo favore, stipula un accordo con Malartiglio, il malvagio capo-branco: se lui e i suoi seguaci le porteranno Alex e Conner VIVI e VEGETI, lei consegnerà loro la Regina Cappuccetto Rosso, affinché possano finalmente vendicarsi per quello che accadde al loro grande antenato...
Giunti nel Regno Addormentato (ridotto ad una landa senza vita per colpa della maledizione dei 100 anni), Alex e Conner fanno la conoscenza della Regina Rosaspina, intenta assieme a suo marito a trovare una soluzione al problema.
Intuendo che le intenzioni dei gemelli sono pure, la giovane regina consegna loro volentieri il fuso con cui si era punta (sesto oggetto per l'Incantesimo del Desiderio), a condizione che glielo rendano una volta finito di usarlo.
Il Regno del Nord (governato dalla Regina Biancaneve) si rivela invece un viaggio a vuoto, poiché la sovrana, dopo essere tornata alla vita per mano di suo marito, ha restituito ai nani la bara in cui riposava, che ora si trova nascosta nel cuore delle loro miniere.
Tornati nelle Foreste dei Nani, i gemelli si addentrano nelle miniere, ritrovano la bara di Biancaneve e recuperano alcuni dei suoi gioielli, necessari come settimo oggetto.
Proprio mentre stanno per andarsene, però, vengono raggiunti ed accerchiati dai lupi di Malartiglio e, costretti ad una fuga improvvisata, si ritrovano catapultati in una "corsa sulle Montagne Russe" a bordo di un vecchio carrello.
Ma i lupi non si danno per vinti e continuano ad inseguire i due ragazzini anche fuori dalle miniere.
Raggiunta una grande scogliera, Alex e Conner non hanno altra scelta che buttarsi di sotto, precipitando in mare...
La Regina Malvagia, intanto, continua con i suoi misteriosi progetti e, sfruttando la sua capacità di comunicare attraverso gli specchi, rivela a Riccioli d'Oro che è stata Cappuccetto Rosso a trasformarla in quel che è diventata: l'aveva attirata nella casa dei 3 Orsi con l'inganno, affinché tra lei e Jack non vi fossero più ostacoli che contrastassero il loro "amore"...
Alex e Conner, salvati da una famiglia di sirene governate dallo Spirito della Spuma (alias "La Sirenetta"), scoprono che l'ultimo oggetto da recuperare è il coltello col quale lei avrebbe dovuto uccidere il suo principe al termine della storia e che ora quello stesso coltello giace abbandonato dentro la pericolosa Fossa dei Rovi, proprio nel cuore del Regno Addormentato.
Recuperato (non senza fatica) anche l'ultimo oggetto, i due ragazzini si imbattono nuovamente in Ranocchietto, che a quanto pare li stava cercando da molto tempo: la Fata Madrina gli ha promesso di farlo ridiventare umano se porterà i gemelli da lei.
Ma proprio mentre i tre amici stanno per ripartire, Riccioli d'Oro giunge al galoppo davanti alla Fossa dei Rovi, trascinandosi dietro (legata come un salame) la Regina Cappuccetto Rosso: poiché i rovi della Fossa sono stati colpiti da un sortilegio, quel luogo è perfetto per sbarazzarsi di qualcosa... o di qualcuno!!
Le disavventure, però, non sono ancora terminate: la Banda del Grosso Lupo Cattivo e la Cacciatrice giungono sul posto a loro volta e, mentre Ranocchietto e il cavallo di Riccioli d'Oro riescono a fuggire, tutti gli altri vengono fatti prigionieri.
Portati al castello della Regina Malvagia, i gemelli vengono legati saldamente davanti a quest'ultima, mentre Cappuccetto Rosso e Riccioli d'Oro vengono chiuse nelle segrete dal Cacciatore e da sua figlia.
Prima di attivare l'Incantesimo del Desiderio, la Regina Malvagia decide di racconta ai due ragazzini il suo passato che nessuno conosce: anche lei, un tempo, era una fanciulla buona e gentile e anche lei, un tempo, aveva provato quel bellissimo sentimento chiamato "Vero Amore".
Purtroppo, l'Incantatrice (la Fata malvagia che aveva maledetto per 100 anni la Bella Addormentata) intervenne nuovamente e, pur di tenerla in suo potere, imprigionò il suo promesso sposo all'interno dello Specchio Magico.
La Regina cercò in tutti i modi di liberarlo, arrivando perfino a sposare un re vedovo e ad ottenere ancora più potere di prima.
Ma tutti i suoi sforzi si rivelarono inutili e alla fine, stanca e disperata, si cavò il cuore dal petto trasformandolo in pietra.
Non provò più compassione nei confronti di nessuno ed è anche per questo che, quando lo spirito dello Specchio le disse che Biancaneve era ancora più bella di lei, cercò in tutti i modi di sbarazzarsene.
Attivato finalmente l'Incantesimo, la Regina Malvagia esprime il suo più grande desiderio: liberare l'amato dal sortilegio dello Specchio Magico.
Il vetro dello Specchio si scioglie come neve al sole e un giovane completamente "svuotato" cade fra le sue braccia, esalando l'ultimo respiro dopo pochi emozionanti attimi...
Intanto, al castello diroccato, giungono i soldati del Regno del Nord inviati dalla Regina Biancaneve, accompagnati da Ranocchietto e da Jack che li seguono in groppa al cavallo di Riccioli d'Oro.
Il capitano Sir Grant ordina ai suoi uomini di fare fuoco con i cannoni, mentre Jack si precipita dentro le segrete ed uccide accidentalmente il Cacciatore.
Riccioli d'Oro, appena libera, si scaglia contro la Cacciatrice, mentre Malartiglio e i suoi lupi, rincorrendo Cappuccetto Rosso, vanno tutti incontro alla morte a causa dei colpi di cannone.
Proprio quando Ranocchietto e la giovane regina riescono a raggiungere Alex e Conner per liberarli, una violento proiettile centra in pieno il soffitto della sala e lo Specchio Magico, ingoiando sia la Regina Malvagia che il suo amato, si frantuma in mille pezzi.
Infine, l'intero castello crolla in un ammasso di detriti e, ad eccezione della Cacciatrice che precipita nel vuoto, tutti gli altri riescono a mettersi in salvo per puro miracolo.
Tornati al castello di Biancaneve, i gemelli le consegnano il cuore di pietra della Regina Malvagia e le raccontano nei minimi dettagli tutto ciò che è accaduto.
Riccioli d'Oro, invece, viene rinchiusa subito in prigione, a causa dei numerosi crimini da lei commessi nei confronti dei vari regni.
Nel cuore della notte, però, Cappuccetto Rosso la libera dalle catene, la conduce fuori dal castello e attraverso la foresta e le permette di riabbracciare Jack.
Ha finalmente capito che quei due sono legati insieme da un VERO sentimento, capace di spezzare qualsiasi barriera li divida (inclusa lei stessa).
Mentre Riccioli d'Oro e il suo amato galoppano insieme via nella notte, la giovane regina fa ritorno al castello assieme a Ranocchietto, allontanatosi a sua volta nella foresta per andare a caccia di mosche.
I gemelli e i loro amici rimangono come ospiti nel castello di Biancaneve e, quando vengono a sapere che la Regina Cenerentola ha partorito una splendida bambina, si uniscono ai festeggiamenti nel castello del Regno Azzurro.
A un certo punto, compare nuovamente Sir Lampton, informando Alex e Conner che la Fata Madrina desidera incontrarli di persona.
Con grande stupore e meraviglia dei due ragazzini, la Fata Madrina si rivela essere nientemeno che... la loro amata nonna!!
Superato il primo momento, quest'ultima racconta ai gemelli di come da giovane fosse arrivata nel loro mondo e di come suo figlio (il loro adorato papà) avesse cercato in seguito di ricongiungersi alla loro mamma, cercando a sua volta tutti gli oggetti per attivare l'Incantesimo del Desiderio...
Per Alex, tutto ciò si rivela essere la realizzazione di un sogno: una parte di quello splendido mondo appartiene a lei e a suo fratello fin da quando sono nati!!
Dopo aver salutato la Regina Cenerentola ed aver benedetto la sua piccina con il dono del Coraggio, la Fata Madrina rompe anche l'incantesimo lanciato su Ranocchietto, che si rivela essere il più giovane dei 4 fratelli Azzurro... Il principino scomparso!!
Ad Alex e Conner non rimane che dare l'addio a tutti i loro nuovi amici, prima di ritornare a casa nel mondo reale assieme alla loro nonnina...
Chris Colfer voleva fermarsi al 3 libro ma, dopo che la sua seria di libri ebbe successo non si fermò.